# Leponcios
Los leponcios o lepontios (en latín, Lepontii) fueron un antiguo pueblo que ocupaba ciertas regiones de la Recia (en lo que modernamente son Suiza e Italia) en los Alpes durante la época de la conquista romana de ese territorio. Los leponcios han sido descritos de manera diversa, como una tribu celta, ligur, recia y germana. Recientes excavaciones arqueológicas y su asociación con la cultura de Golasecca de Italia septentrional apuntaría a una filiación celta, aunque no puede excluirse una amalgaba de recios (que eran en parte de origen relacionado con los etruscos).
Las principales ciudades de los leponcios eran Oscela, hoy Domodossola, Italia, y Bilitio, hoy Bellinzona, Suiza. Su territorio incluía las vertientes meridionales del paso de San Gotardo y el Simplón, correspondiéndose aproximadamente a lo que actualmente son Ossola y Ticino. Este mapa de Recia  muestra la localización del territorio lepóntico, en la esquina suroeste de Recia. La región hacia el sur, incluyendo lo que se convertiría en la capital ínsubre, Mediolanum (moderno Milán), era etrusca alrededor del 600-500 a. C., cuando los leponcios comenzaron a escribir inscripciones en lápidas en su alfabeto (uno de los diversos alfabetos derivados del etrusco en el territorio de Recia).